# أولاد دليم
أولاد دليم هي قرية وجماعة قروية تقع في عمالة مراكش بجهة مراكش آسفي، المغرب، وبلغ عدد سكانها 14.716 نسمة حسب الإحصاء العام للسكان والسكنى لسنة 2014.